# Necaxacris
Necaxacris is een geslacht van rechtvleugeligen uit de familie veldsprinkhanen (Acrididae). De wetenschappelijke naam van dit geslacht is voor het eerst geldig gepubliceerd in 1939 door Roberts.

## Soorten
Het geslacht Necaxacris omvat de volgende soorten:
- Necaxacris afurculae Barrientos Lozano, Rocha-Sánchez & Buzzetti, 2012
- Necaxacris azura Barrientos Lozano, Rocha-Sánchez & Buzzetti, 2012
- Necaxacris davidi Barrientos Lozano, Rocha-Sánchez & Buzzetti, 2012
- Necaxacris micans Hebard, 1932
- Necaxacris tamazunchale Barrientos Lozano, Rocha-Sánchez & Buzzetti, 2012